# Bàsquet als Jocs Olímpics d'Estiu de 2024 - Torneig femení (3x3)
El torneig femení de basquetbol 3x3 als Jocs Olímpics de París 2024 fou la 2a edició de la història en unes Olimpíades, després de fer el seu debut en els Jocs Olímpics de Tòquio de 2020. El torneig es va disputar entre el 30 de juliol i el 5 d'agost de 2024 a la Plaça de la Concorde de París.
La selecció d'Alemanya va guanyar per primera vegada la medalla d'or, després d'imposar-se a la final al combinat d'Espanya, amb un marcador de 17-16. L'equip dels Estats Units va guanyar la medalla de bronze, després de guanyar per 16-13 a la selecció del Canadà.

## Format
Els 8 equips classificats van jugar una lliga de tots contra tots. Els dos primers equips es van classificar directament per les semifinals. Els equips situats entre la 3a i la 6a posició jugaven entre ells en una eliminatòria que determinava els altres dos semifinalistes. Els dos últims classificats quedaven eliminats. Els partits es podien guanyar de dues maneres; o bé arribant als 21 punts o bé guanyava l'equip que tenia més punts un cop acabats els 10 minuts de temps. Cada equip tenia 4 jugadores, 3 competint i 1 de suplent.

## Classificació
La selecció de França va aconseguir una plaça com a país amfitrió. L'1 de novembre de 2023, es van escollir els 2 primers equips classificats, segons el Rànquing FIBA 3x3. Després hi va haver 3 tornejos de classificació. El primer va tenir lloc entre 8 equips nacionals, el país amfitrió (en aquest cas Hong Kong) i els 7 millors equips del Rànquing FIBA. Això sí, havien de ser equips que no haguessin tingut representació en les dues últimes edicions del torneig de bàsquet 5x5 dels Jocs Olímpics. D'aquest torneig va sortir una nova selecció classificada. El segon torneig classificatori, també va donar accés a una nova plaça. En aquest torneig hi van participar 8 equips, els 4 campions de les Copes continentals de 2023 (si algun d'ells ja estava classificat, jugava el millor segons el rànquing FIBA), més l'equip amfitrió (en aquest cas el Japó), més els següents en el rànquing FIBA. Finalment, el tercer torneig de classificació, va donar accés a les 3 places finals. Hi van participar 16 seleccions, segons el rànquing FIBA, amb el condicionant que hi havia d'haver com a mínim 2 seleccions de cada continent i un màxim de 10.
| Mètode de classificació | Data               | Seu        | Places | Equips classificats |
| ----------------------- | ------------------ | ---------- | ------ | ------------------- |
| País amfitrió           | -                  | -          | 1      | França              |
| Rànquing FIBA 3x3       | 1 Novembre 2023    | -          | 2      | Xina                |
| Rànquing FIBA 3x3       | 1 Novembre 2023    | -          | 2      | Estats Units        |
| Torneig classificació 1 | 12 - 14 abril 2024 | Hong Kong  | 1      | Azerbaidjan         |
| Torneig classificació 2 | 3 - 5 maig 2025    | Utsunomiya | 1      | Austràlia           |
| Torneig classificació 3 | 16 - 19 maig 2024  | Debrecen   | 3      | Alemanya            |
| Torneig classificació 3 | 16 - 19 maig 2024  | Debrecen   | 3      | Espanya             |
| Torneig classificació 3 | 16 - 19 maig 2024  | Debrecen   | 3      | Canadà              |
| Total                   | Total              | Total      | 8      |                     |

## Lliga inicial
En aquesta primera fase jugaven tots contra tots per determinar la classificació.
| Posició | País         | J | G | P | PF  | PC  | DP  |
| ------- | ------------ | - | - | - | --- | --- | --- |
| 1       | Alemanya     | 7 | 6 | 1 | 117 | 100 | +17 |
| 2       | Espanya      | 7 | 4 | 3 | 115 | 114 | +1  |
| 3       | Estats Units | 7 | 4 | 3 | 108 | 109 | -1  |
| 4       | Canadà       | 7 | 4 | 3 | 129 | 112 | +17 |
| 5       | Austràlia    | 7 | 4 | 3 | 127 | 122 | +5  |
| 6       | Xina         | 7 | 2 | 5 | 107 | 123 | -16 |
| 7       | Azerbaidjan  | 7 | 2 | 5 | 106 | 123 | -17 |
| 8       | França       | 7 | 2 | 5 | 99  | 105 | -6  |

### Resultats
| 30 juliol 2024 17:30h | Alemanya | 17–13 | Estats Units | Plaça de la Concòrdia, París |

| 30 juliol 2024 18:00h | Austràlia | 14–22 | Canadà | Plaça de la Concòrdia, París |

| 30 juliol 2024 21:00h | Espanya | 18–16 | Azerbaidjan | Plaça de la Concòrdia, París |

| 30 juliol 2024 21:30h | França | 19–21 | Xina | Plaça de la Concòrdia, París |

| 31 juliol 2024 17:30h | Alemanya | 19–21 | Austràlia | Plaça de la Concòrdia |

| 31 juliol 2024 18:00h | Canadà | 21–11 | Xina | Plaça de la Concòrdia, París |

| 31 juliol 2024 21:00h | França | 12–17 | Espanya | Plaça de la Concòrdia, París |

| 31 juliol 2024 21:30h | Estats Units | 17–20 | Azerbaidjan | Plaça de la Concòrdia, París |

| 1 agost 2024 9:00h | Xina | 15–21 | Austràlia | Plaça de la Concòrdia, París |

| 1 agost 2024 9:30h | Alemanya | 19–15 | Canadà | Plaça de la Concòrdia, París |

| 1 agost 2024 12:30h | Azerbaidjan | 10–15 | França | Plaça de la Concòrdia, París |

| 1 agost 2024 13:00h | Estats Units | 15–17 | Austràlia | Plaça de la Concòrdia, París |

| 1 agost 2024 18:00h | Xina | 14–11 | Espanya | Plaça de la Concòrdia, París |

| 1 agost 2024 18:30h | Alemanya | 12–8 | Azerbaidjan | Plaça de la Concòrdia, París |

| 1 agost 2024 21:30h | Espanya | 11–17 | Estats Units | Plaça de la Concòrdia, París |

| 1 agost 2024 22:00h | Canadà | 13–9 | França | Plaça de la Concòrdia, París |

| 2 agost 2024 9:00h | Xina | 15–18 | Alemanya | Plaça de la Concòrdia, París |

| 2 agost 2024 9:30h | Austràlia | 21–12 | Azerbaidjan | Plaça de la Concòrdia, París |

| 2 agost 2024 12:30h | Austràlia | 17–21 | Espanya | Plaça de la Concòrdia, París |

| 2 agost 2024 13:00h | Estats Units | 14–13 | França | Plaça de la Concòrdia, París |

| 2 agost 2024 17:30h | Azerbaidjan | 21–19 | Xina | Plaça de la Concòrdia, París |

| 2 agost 2024 18:00h | Estats Units | 18–17 | Canadà | Plaça de la Concòrdia, París |

| 2 agost 2024 21:00h | Canadà | 20–22 | Espanya | Plaça de la Concòrdia, París |

| 2 agost 2024 21:30h | França | 13–14 | Alemanya | Plaça de la Concòrdia, París |

| 3 agost 2024 17:30h | Azerbaidjan | 19–21 | Canadà | Plaça de la Concòrdia, París |

| 3 agost 2024 18:00h | Espanya | 15–18 | Alemanya | Plaça de la Concòrdia, París |

| 3 agost 2024 18:35h | França | 18–16 | Austràlia | Plaça de la Concòrdia, París |

| 3 agost 2024 19:05h | Xina | 12–14 | Estats Units | Plaça de la Concòrdia, París |

## Eliminatòries
|  | Quarts de final     | Quarts de final |                     |              | Semifinals          | Semifinals |  |  | Final               | Final |
|  |                     |                 |                     |              |                     |            |  |  |                     |       |
|  |                     |                 |                     |              |                     |            |  |  |                     |       |
|  |                     |                 |                     |              |                     |            |  |  |                     |       |
|  |                     |                 |                     |              |                     |            |  |  |                     |       |
|  | 5 agost 2024 18:30h |                 |                     |              |                     |            |  |  |                     |       |
|  |                     |                 |                     |              |                     |            |  |  |                     |       |
|  | Alemanya            | 16              |                     |              |                     |            |  |  |                     |       |
|  | Alemanya            | 16              | 3 agost 2024 21:30h |              |                     |            |  |  |                     |       |
|  |                     | Canadà          | 15                  |              |                     |            |  |  |                     |       |
|  | Canadà              | Canadà          | 15                  | 21           |                     |            |  |  |                     |       |
|  | Canadà              |                 | 5 agost 2024 22:00h | 21           |                     |            |  |  |                     |       |
|  | Austràlia           | 10              |                     |              |                     |            |  |  |                     |       |
|  | Austràlia           | 10              | Alemanya            | 17           |                     |            |  |  |                     |       |
|  |                     |                 | Alemanya            | 17           |                     |            |  |  |                     |       |
|  |                     | Espanya         | 16                  |              |                     |            |  |  |                     |       |
|  |                     | Espanya         | 16                  |              |                     |            |  |  |                     |       |
|  | 5 agost 2024 17:30h |                 |                     |              |                     |            |  |  |                     |       |
|  |                     |                 |                     |              |                     |            |  |  |                     |       |
|  | Espanya             | 18              | Tercer lloc         | Tercer lloc  |                     |            |  |  |                     |       |
|  | Espanya             | 18              | Tercer lloc         | Tercer lloc  | 3 agost 2024 22:05h |            |  |  |                     |       |
|  |                     | Estats Units    | 16                  |              |                     |            |  |  |                     |       |
|  | Estats Units        | Estats Units    | 16                  | 21           | Canadà              | 13         |  |  |                     |       |
|  | Estats Units        |                 |                     | 21           | Canadà              | 13         |  |  |                     |       |
|  | Xina                | 13              |                     | Estats Units | 16                  |            |  |  |                     |       |
|  | Xina                | 13              |                     |              | 16                  |            |  |  |                     |       |
|  |                     |                 |                     |              |                     |            |  |  | 5 agost 2024 21:00h |       |
|  |                     |                 |                     |              |                     |            |  |  |                     |       |

## Classificació final
| Posició | Equip        |
| ------- | ------------ |
| 1       | Alemanya     |
| 2       | Espanya      |
| 3       | Estats Units |
| 4       | Canadà       |
| 5       | Austràlia    |
| 6       | Xina         |
| 7       | Azerbaidjan  |
| 8       | França       |